# Maria Miller
Pour les articles homonymes, voir Miller.
Maria Miller, née le 26 mars 1964 à Wolverhampton, est une cadre d'entreprise et femme politique britannique.
Elle travaille notamment chez Grey Global Group (en) et Texaco avant d'adhérer au Parti conservateur en 1983. Elle se présente en 2001 aux élections générales mais est battue par le candidat travailliste sortant, Ken Purchase. En 2005 elle est élue députée de la circonscription de Basingstoke, et conserve ce poste jusqu'en 2024. Miller est par la suite notamment secrétaire à la Culture, aux Médias et aux Sports et ministre des Femmes et des Égalités dans le gouvernement Cameron, du 4 septembre 2012 au 9 avril 2014.